# بوبولیتسه
بوبولیتسه (به لاتین: Bobolice) یک شهر در لهستان است که در گمینا بوبولیتسه واقع شده‌است. بوبولیتسه ۴٫۶۲ کیلومتر مربع مساحت و ۴٬۴۴۶ نفر جمعیت دارد.

## خواهرخوانده
شهرهای دمین و یاشیونای خواهرخوانده‌های بابولیسی هستند.